# Chiesa di San Francesco della Vigna

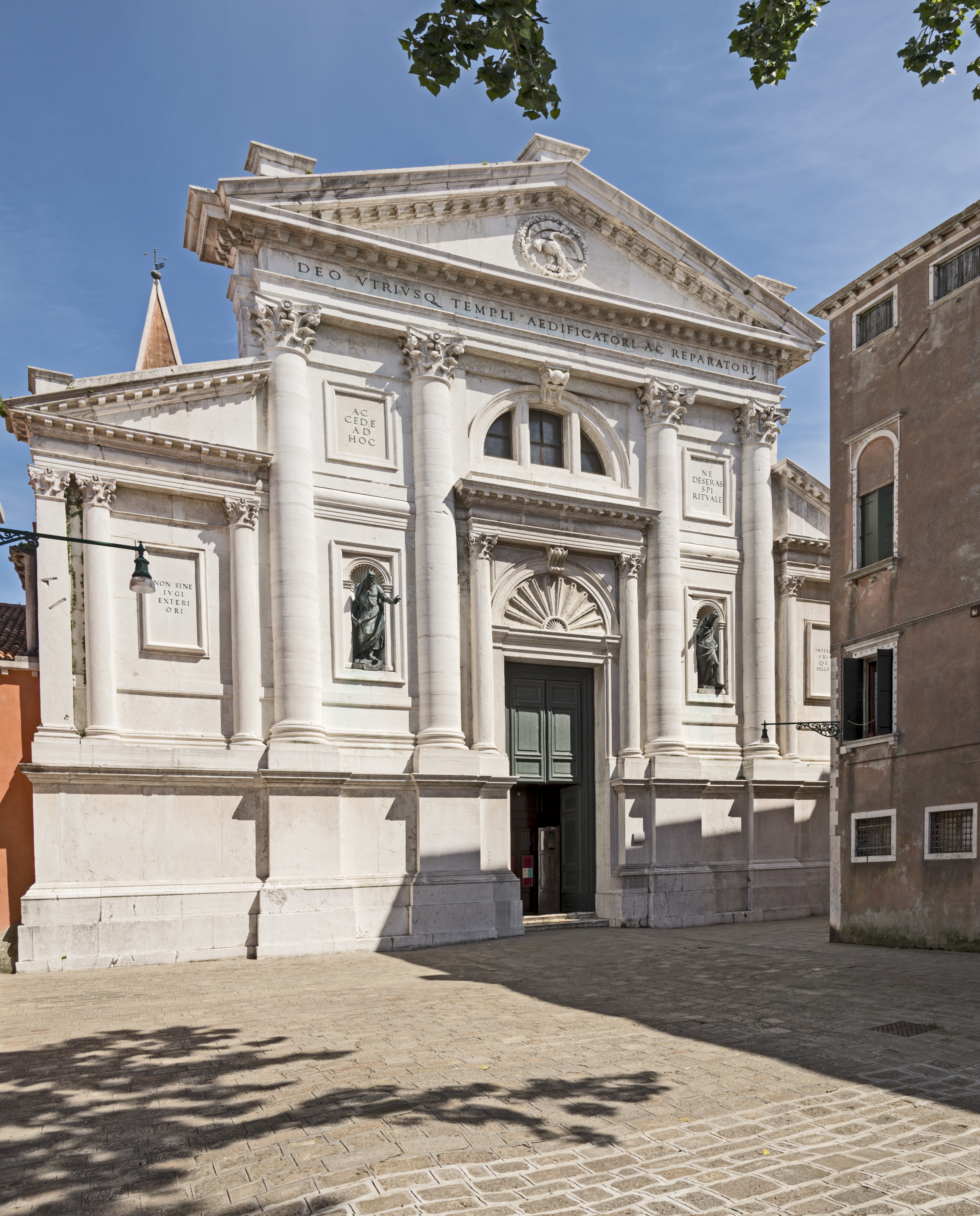
Voorgevel van de Chiesa di San Francesco della Vigna

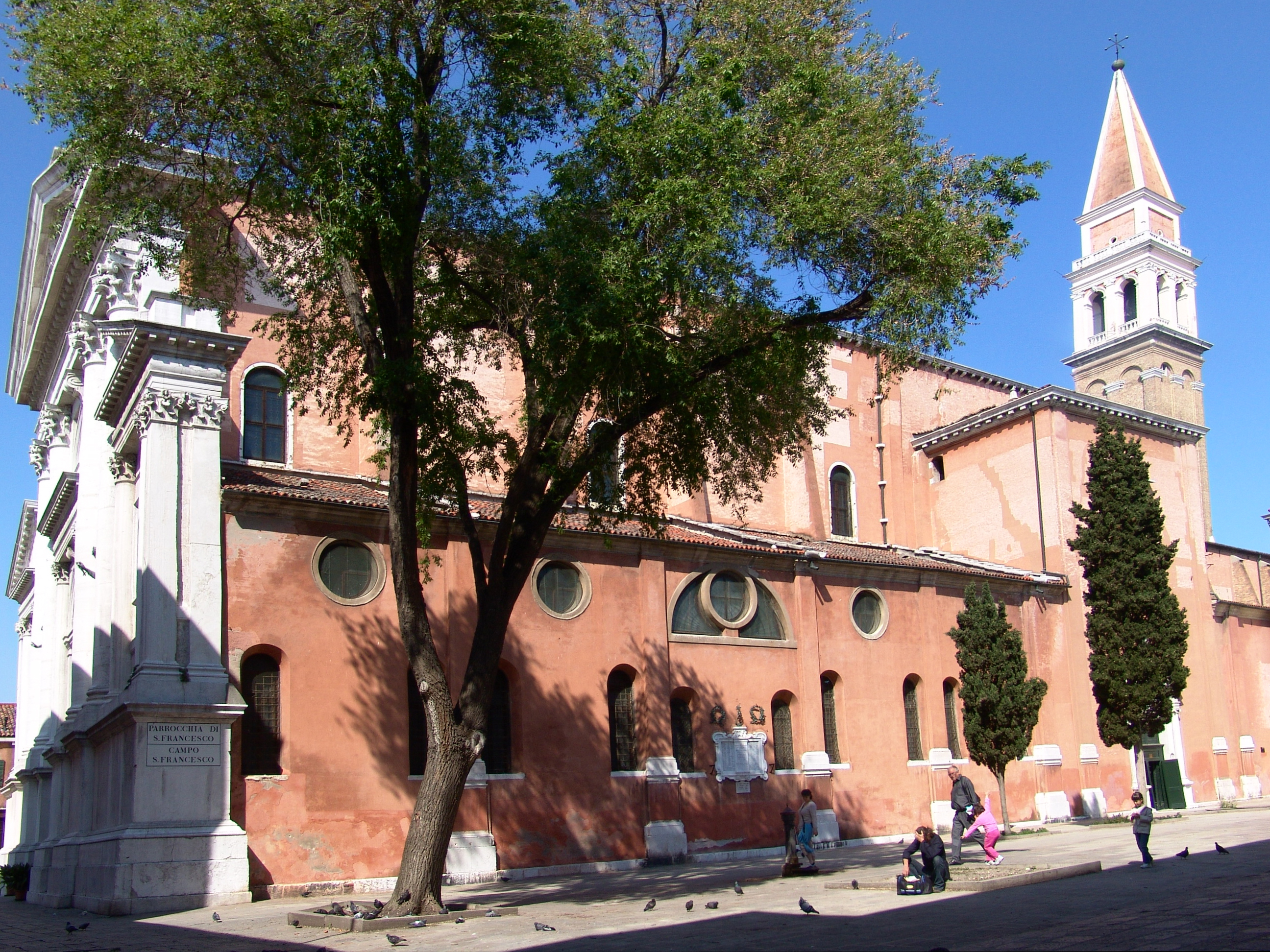
Zijgevel en campanile

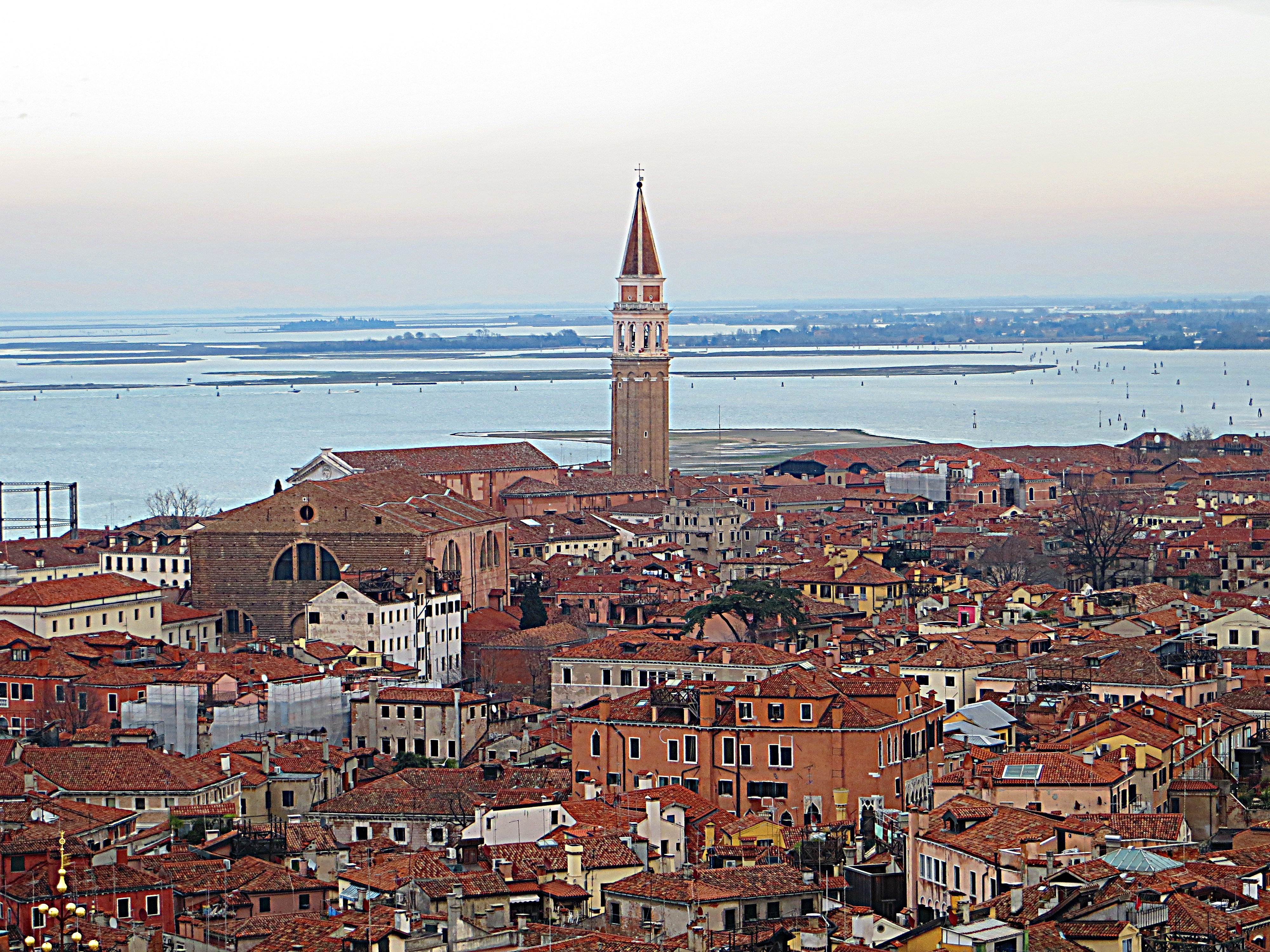
De lagune van Venetië achter de sestiere Castello met de campanile als oriëntatiepunt

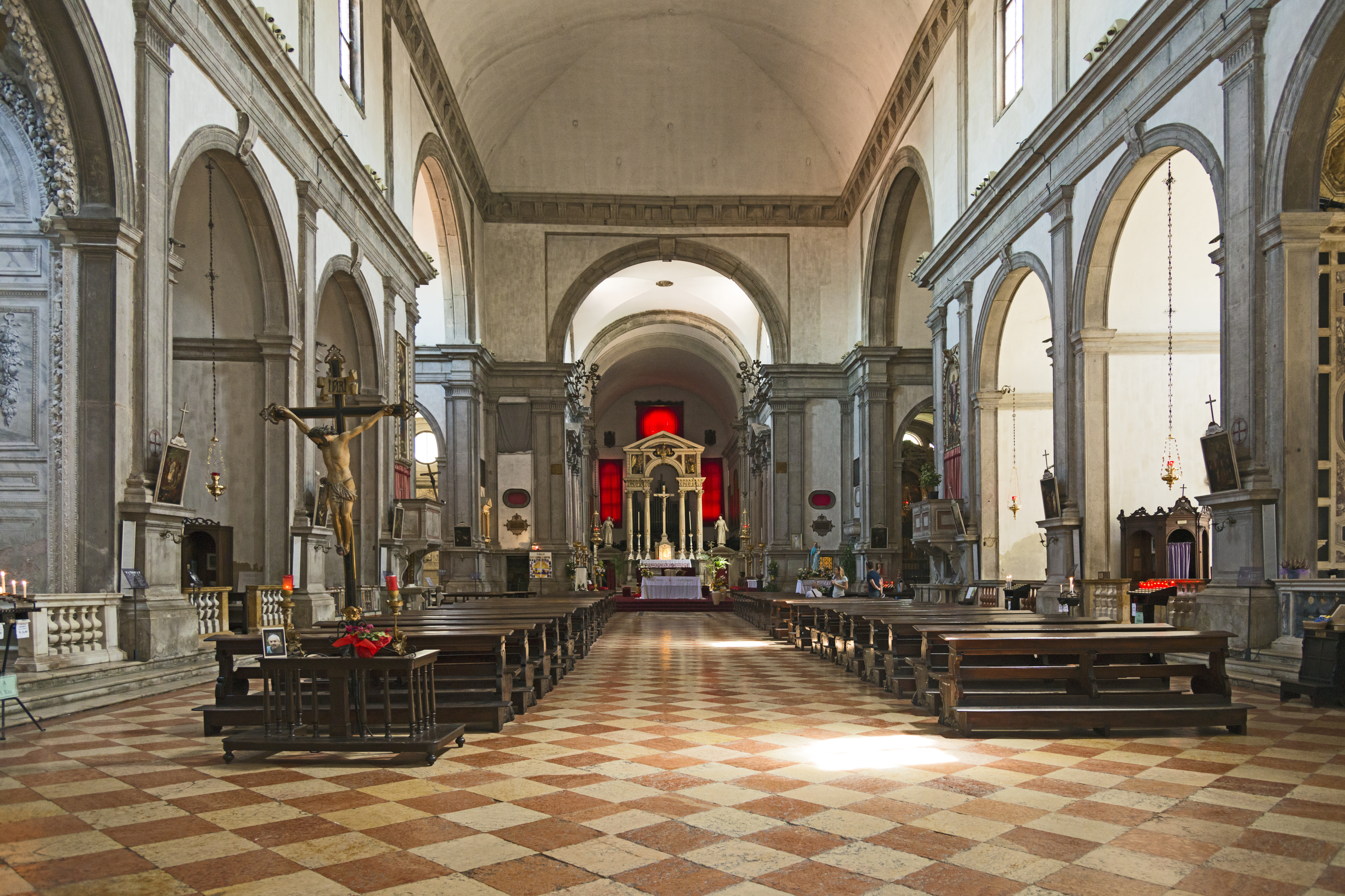
Het interieur van het schip van de San Francesco della Vigna

De Chiesa di San Francesco della Vigna is een katholieke kerk in de sestiere Castello in de Italiaanse stad Venetië. De kerk, gewijd aan Franciscus van Assisi, is gebouwd naar plannen van Jacopo Sansovino en Andrea Palladio tussen 1534 en 1564.

## Geschiedenis
De plaats waar kerk en klooster werden gebouwd was vanouds een van de meest vruchtbare wijngaarden van Venetië. Er bevond zich een klein kerkje gewijd aan Sint-Marcus omdat volgens de overlevering dit precies de plaats was waar de evangelist zich tijdens een storm had gevestigd en een engel aan hem was verschenen en hem had begroet met de woorden Pax tibi Marce Evangelista meus (motto van de Serenissima), waarna de engel de toekomstige stichting van Venetië profeteerde.
Door de komst van een kloosterorde, en de toename van de bevolking die zich vestigde bij het arsenaal van Venetië werd een tweede kerk gebouwd, die evenwel vergroot en vernieuwd diende te worden.  Uiteindelijk werd ervoor gekozen deze kerk te vervangen door een nieuw bouwwerk.
De huidige kerk, gebouwd voor de franciscanen, werd ontworpen door Jacopo Sansovino in 1534 en voltooid in 1554. Tien jaar later, in 1564, werd Andrea Palladio belast met de bouw van de voorgevel. De kerk werd ingewijd door Giulio Superchio, bisschop van Caorle, op 2 augustus 1582. Het is een sprekend voorbeeld van de architectuur van de Venetiaanse Renaissance. 

## Kerkgebouw en kunstschatten
Het rijkelijk versierde interieur van de kerk herbergt werken van Paolo Veronese (De Opstanding, De Heilige Familie), een Madonna van Giovanni Bellini, een Maria in Aanbidding van het Kind van Antonio da Negroponte, een Aanbidding der Koningen door Federico Zuccari, een offer van Isaak door Giovanni Battista Pittoni en marmeren reliëfs door Pietro Lombardo.
De 70 m hoge campanile werd gebouwd tussen 1543 en 1581. Op 21 september 1758 werd het gebouw door de bliksem getroffen en twee jaar later gerestaureerd. In 1779 werd de torenspits herbouwd conform de oorspronkelijke plannen. 
In de kloostertuin worden gecultiveerde wijnranken van de Teroldego del Trentino en de Refosco del Friuli geteeld, die worden vermengd tot een eigen wijn.